# 야마자키 고지
야마자키 고지(山崎幸二. 1961년 1월 16일~)는 일본의 육상자위관이다.
야마나시현 니시카쓰라정 출신으로 정립 니시카쓰라소학교, 정립 니시카쓰라중학교, 현립 요시다고등학교를 거쳐 1983년 3월 방위 대학교 본과 토목공학 전공 제27기로 졸업했다. 육상자위대에 입대하여 육상자위대 간부후보생학교를 졸업한 뒤 시설과부대에 배속됐다.
2016년 7월 1일 제36대 북부방면총감에 취임했으며 2017년 8월 8일 제36대 육상막료장이 되었다. 2019년 4월 1일에는 제6대 통합막료장에 취임했다. 9월 30일 대한민국의 합동참모의장 박한기와 함께 신임 미국의 합동참모의장 마크 밀리 취임식에 참석했으며 다음날에 3개국 합참의장 회담을 진행했다.
2022년 5월 러시아의 우크라이나 침공 여파로 러시아 정부가 일본 정부를 제재하면서 야마사키의 러시아 입국이 영구적으로 금지되었다.
통합막료장이 된 지 4년이 지난 2023년 3월 30일 퇴직했다.

## 경력
- 1983년 3월: 방위 대학교 본과 토목공하가 전공 졸업. 육상자위대 입대.
- 1997년 7월: 2등육좌로 승진.
- 2001년 3월: 제8시설대대장 겸 제8사단 시설과장 겸 센다이주둔지 사령.
- 2002년 1월: 1등육좌로 승진.
- 2002년 8월: 육상막료감부 인사부 보임과.
- 2003년 8월: 육상막료감부 인사부 보임과 인사1반장.
- 2005년 4월: 중앙자료대.(미국 육군참모대학교에 유학)
- 2006년 8월: 육상자위대 연구본부 연구원.
- 2006년 12월: 육상막료감부 장비부 장비계획과장.
- 2008년 8월 1일: 육장보로 승진. 제4시설단장 겸 오쿠보주둔지 사령.
- 2010년 6월 8일: 서부방면총감부 막료부장.
- 2012년 7월 26일: 육상막료감부 인사부장.
- 2014년 8월 5일: 육장으로 승진. 제9사단장.
- 2015년 3월 30일: 통합막료부장.
- 2016년 7월 1일: 북부방면총감.
- 2017년 8월 8일: 육상막료장.
- 2019년 4월 1일: 통합막료장.
- 2023년 3월 30일: 정년 퇴임.
- 2023년 7월 12일: 방위성 고문.

## 수훈
- 2018년 7월 10일: 리전 오브 메리트.
- 2020년 1월 21일: 레지옹 도뇌르 훈장.
- 2023년 3월 19일: 리전 오브 메리트.

| 전임 오카베 도시야 | 제36대 육군막료장 2017년 8월 8일~2019년 3월 31일 | 후임 유아사 고로 |

| 전임 가와노 가쓰토시 | 제6대 통합막료장 2019년 4월 1일~2023년 3월 29일 | 후임 요시다 요시히데 |